# Neomammillaria donatii
Neomammillaria donatii là một loài thực vật có hoa trong họ Cactaceae. Loài này được (Berge ex K. Schum.) Britton & Rose mô tả khoa học đầu tiên năm 1923.